# Ullava

Wappen der ehemaligen Gemeinde Ullava

Ullava [ˈulːɑʋɑ] ist eine ehemalige Gemeinde in der finnischen Landschaft Mittelösterbotten und heute ein Teil der Stadt Kokkola.
Ullava liegt im Binnenland 48 Kilometer südöstlich der Kernstadt von Kokkola. Neben dem gleichnamigen Kirchdorf umfasste die Gemeinde Ullava die Dörfer Alikylä, Haapala, Haapasalo, Hanhisalo, Herlevi, Honkala, Jääskä, Kallinki, Korpi, Länttä, Neverbacka, Norppa, Rahkonen, Seppänkylä, Sikala, Törbacka, Viitasalo, Vähälä. Die Fläche der Gemeinde betrug 176,9 km², die Einwohnerzahl lag zuletzt bei 1.003.
Ullava gehörte ursprünglich zum Kirchspiel Kälviä. 1783 wurde in dem Ort ein eigenes Bethaus eingerichtet, zu einer eigenständigen Gemeinde wurde Ullava im Jahr 1904. Zum Jahresbeginn 2009 wurde Ullava zusammen mit Lohtaja und Kälviä in die Stadt Kokkola eingemeindet.
Die Kirche von Ullava vertritt den Bautyp der Stützpfeilerkirche und stammt aus dem Jahr 1783.